# 国際体育学会
国際体育学会（こくさいたいいくがっかい, Federation International d'Education Physique, 略称:FIEP）はスポーツ教育やスポーツ・フォー・オールを推進する国際団体である。

## 歴史
1923年、ベルギーのブリュッセルで国際教育体操連盟として発足。1953年に現名称となった。